# Delias mesoblema
Delias mesoblema is een vlindersoort uit de familie van de Pieridae (witjes), onderfamilie Pierinae.
Delias mesoblema werd in 1912 beschreven door Jordan.